# Немецкий свадебный суп

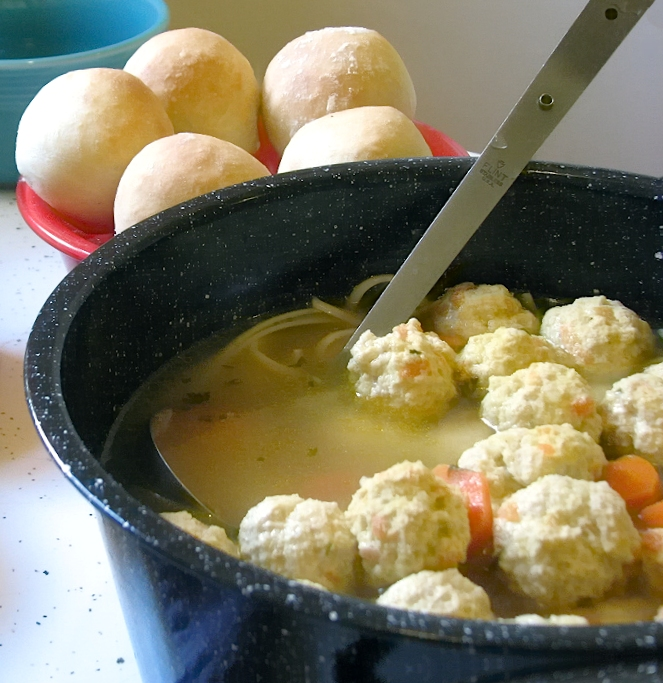
Свадебный суп с фрикадельками из индюшатины и лапшой

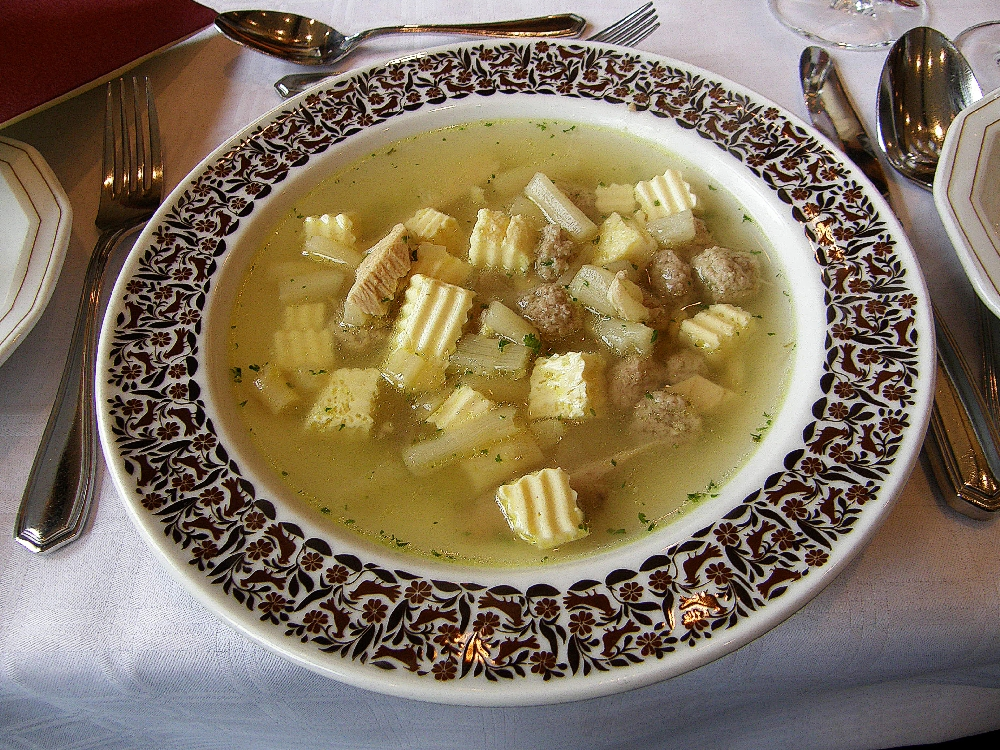
Свадебный суп с мясными фрикадельками, спаржей и нарезанным кубиками руайалем

Свадебный суп (нем. Hochzeitssuppe) — немецкий прозрачный или заправочный суп на основе бульона, в региональных вариантах с засыпками в различной комбинации: курятиной, мясными фрикадельками, кнелями из говяжьего костного мозга, из печени, шпецле из колбасного фарша, блинной стружкой, верхушками побегов спаржи, лапшой, бакербзе, бисквитной выпечкой или руайалем, иногда с добавлением изюма.
В Германии свадебный суп подают первым блюдом на свадебных застольях. Наиболее известный рецепт — хадельнский, с севера Нижней Саксонии, который готовят из говядины, мясных фрикаделек, риса, цветной капусты и спаржи, к которому подают штутен — сладкий дрожжевой хлеб с изюмом. В Гамбурге готовят староземельный свадебный суп мозговыми косточками, порезанной кубиками говядиной, луком-пореем, паровым омлетом и изюмом. Альтмаркский свадебный суп на севере Саксонии-Анхальт готовят на курином бульоне с говяжьими и свиными фрикадельками, паровым омлетом и спаржей, а также сельдереем, луком-пореем, морковью, нарезанной кубиками курятиной и паровым омлетом. Вестфальский свадебный суп готовят из говядины, и само мясо в охлаждённом виде с ремуладом, луком и маринованными огурцами подают на свадебный стол вторым блюдом.